# Taverna (eetgelegenheid)

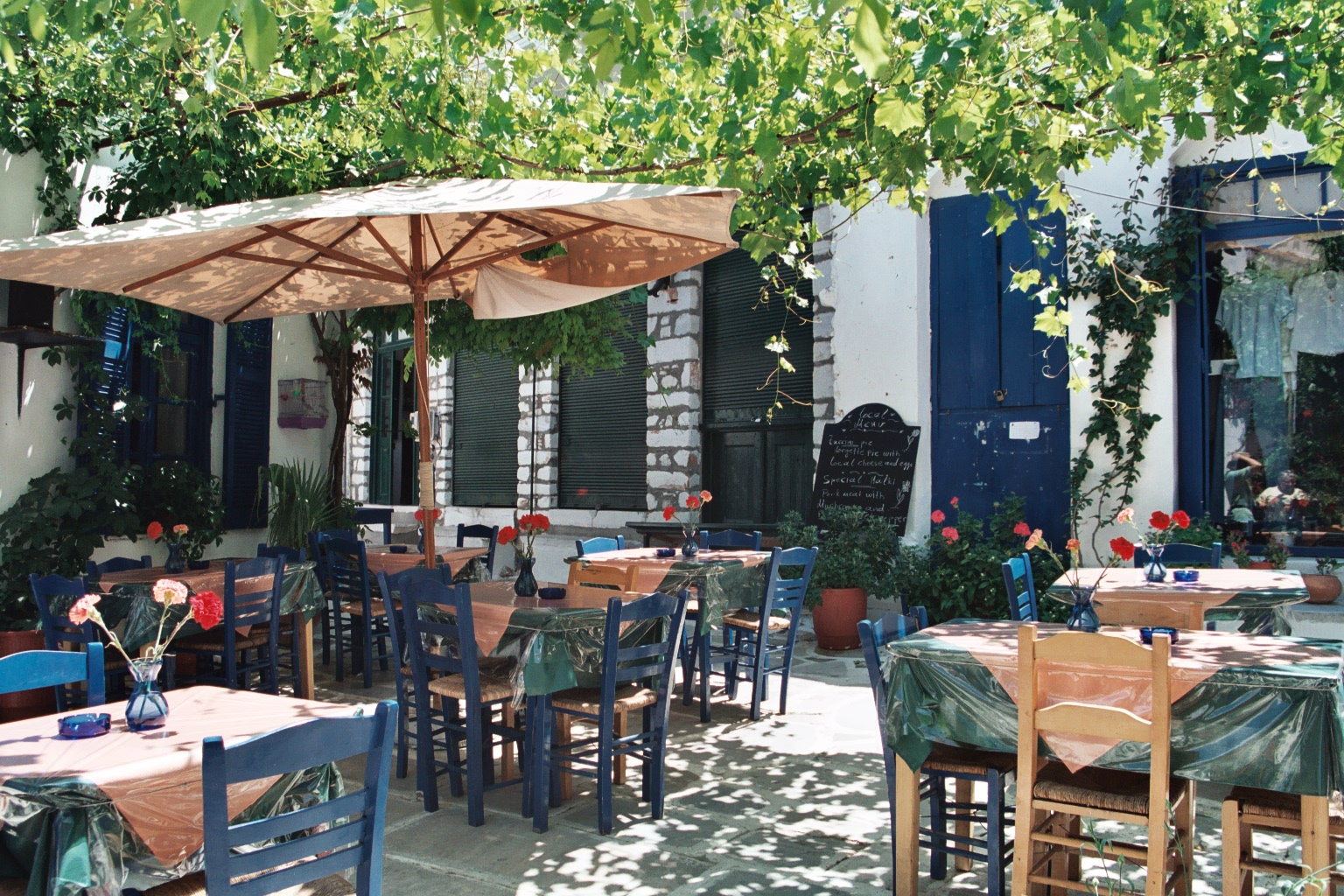
Een taverna op Naxos. Op de foto zijn de voor een Griekse taverna (en een kafenion) typerende houten stoelen (καρέκλες, karekles) te zien.

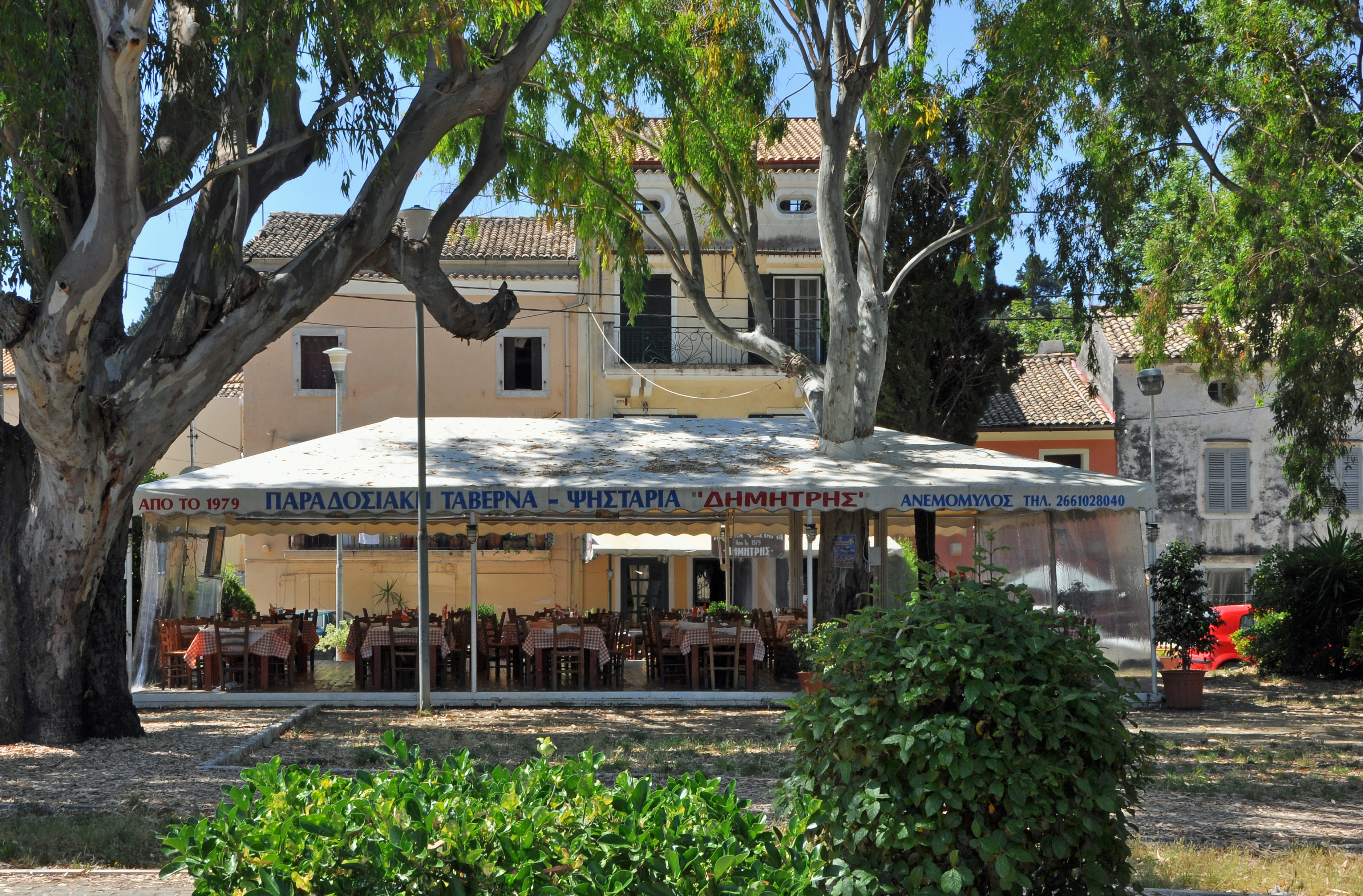
Een taverna in het stadsdeel Anemomilos van Korfoe.

Een taverna (niet te verwarren met een taverne) is een kleine eetgelegenheid waar doorgaans eten uit de streek- of landgebonden keuken wordt geserveerd.

## Griekse taverna
Griekse taverna's of eethuisjes treft men regelmatig buiten Griekenland aan. Deze worden dan meestal gerund door geëmigreerde Grieken.

### Etymologie
Het Griekse woord ταβέρνα (indien er voornamelijk vis wordt geserveerd heet het een ψαροταβέρνα, psarotaverna) is afgeleid van het Latijnse woord taberna. Het woord taverna is door Grieken die geëmigreerd zijn verspreid over de hele wereld.

### Inrichting
Een Griekse taverna heeft in de regel naast een binnenruimte een terras met eenvoudige (houten) tafels en stoelen (καρέκλες, karekles). De tafels worden in de regel met een simpel plastic tafelkleed gedekt.

### Keuken

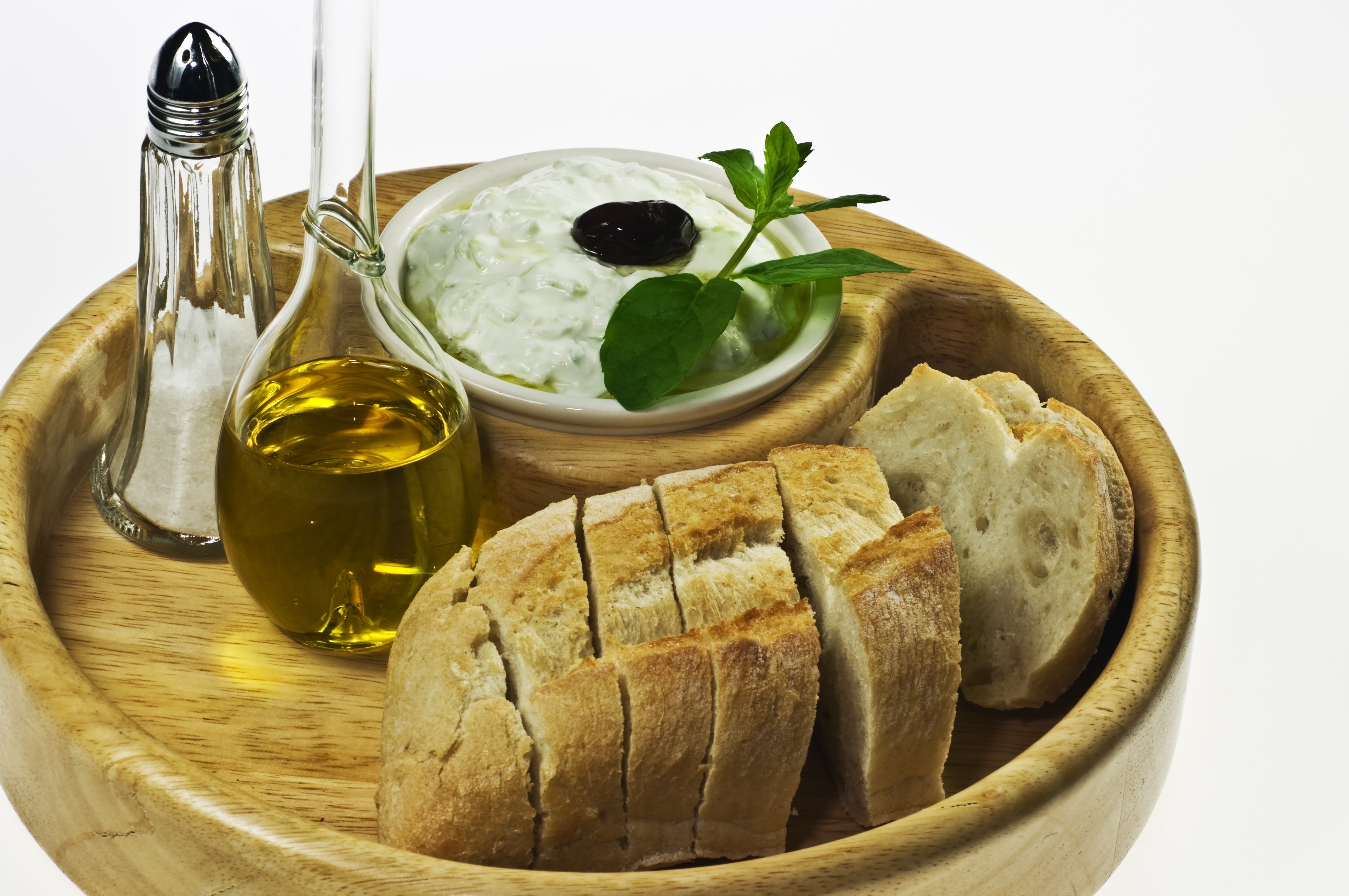
Tzatziki

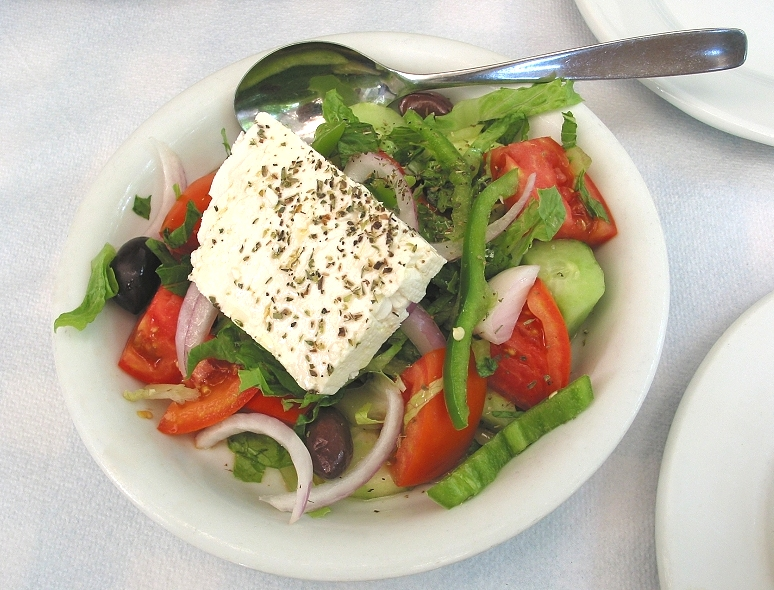
Choriatiki

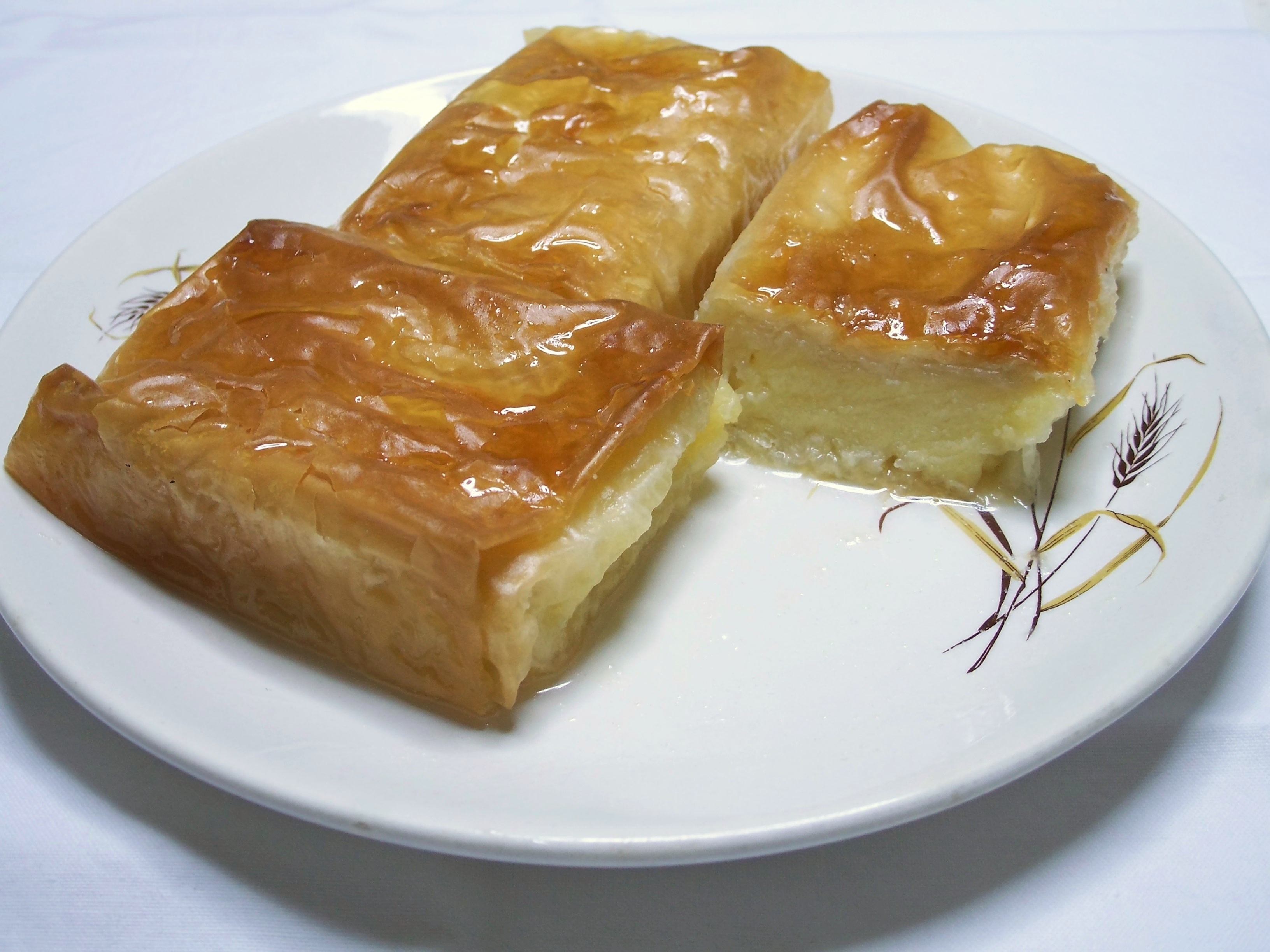
Galaktoboureko, een geliefd dessert in Griekenland

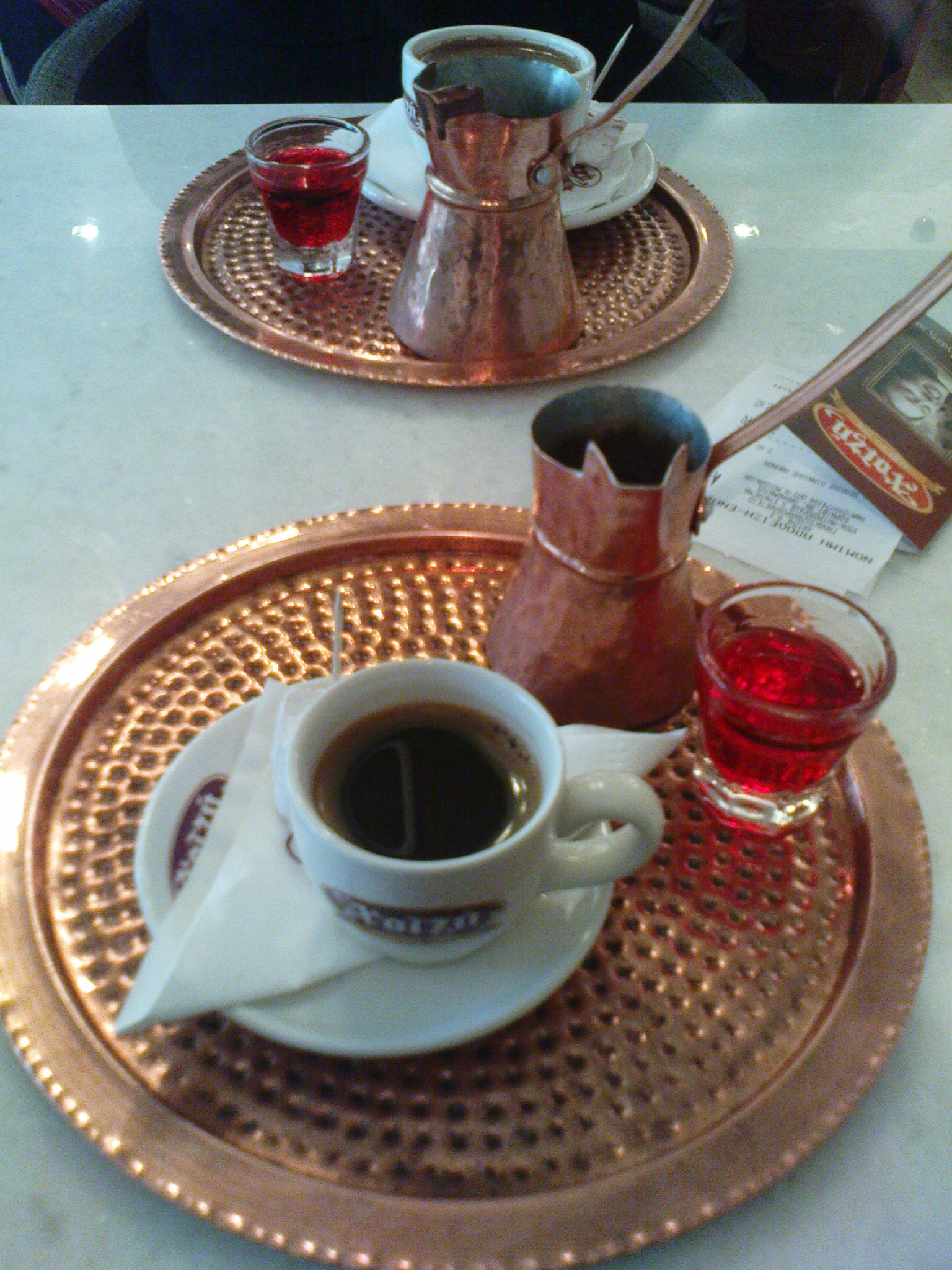
Griekse koffie met een briki en rozenlikeur

Standaard wordt in de Griekse taverna een mandje met daarin het brood in diverse varianten samen met het bestek geserveerd. Voor het couvert wordt een klein bedrag gerekend. De gerechten worden vaak niet tegelijkertijd maar na elkaar geserveerd. Water wordt vaak standaard geserveerd, al dan niet in plastic flessen. Als men om de rekening vraagt is het gebruikelijk dat er een schaaltje fruit of bijvoorbeeld een klein stukje galaktoboureko aangeboden wordt. Het is gebruikelijk een fooi op tafel achter te laten.
Op de menukaart van een taverna treft men vaak het volgende aan:

#### Voorgerechten
- Dolmades (of dolmadakia)
- Melitzanosalata
- Skordalia
- Spanakopita
- Taramosalata
- Tzatziki

#### Hoofdgerechten
- Choriatiki en ander vormen van salades
- Moussaka
- Stifado
- Pasta zoals pastitsio
- Saganaki
- Soepen zoals fasolada (bonensoep) (alleen in de winter)
- Vleesgerechten zoals souvlaki, brizoles, keftedes, souzouki en kokoretsi.

#### Nagerechten
- Baklava
- Fruit

#### Dranken
- Water
- Frisdrank
- Bier (bijvoorbeeld Mythos)
- Griekse koffie, een sterke koffie met drab onder in het kopje, welke komt in drie varianten, waaruit de keuze bij bestelling aangegeven dient te worden:
  - Sketo - zonder suiker
  - Metrio - met een suikerklontje
  - Glyko - met twee suikerklontjes
- Frappé (ijskoffie)
- Wijn (doorgaans huiswijn die los verkocht wordt, bekende wijnen zijn retsina en mavrodafni)
- Metaxa
- Ouzo
- Tsipouro (druivenraki)

## Italiaanse taverna
Ook Italië kent taverna's. Daar wordt doorgaans voornamelijk eenvoudig eten uit de Italiaanse keuken geserveerd.

## Spanje
In Spanje spreekt men niet van 'taverna' maar van 'taberna'. Hier staat eten uit de Spaanse keuken centraal.

## Overige
In veel landen treft men restaurants die naar de naam 'taverna' luisteren. Doorgaans zegt dit niet altijd iets over een landgebonden keuken die er centraal staat.